# La Cheminée du roi René
La Cheminée du roi René, opus 205, est une suite en sept mouvements pour quintette à vent composée en 1939 par Darius Milhaud. 

## « Cheminée »
Le terme « cheminée » est à prendre ici au sens de cheminement, de promenade,, comme le fait Walter Scott dans Anne de Geierstein. Il y a cependant un jeu de mots sur l'expression « cheminée du Roi René ». La tradition veut que, lors de ses séjours à Aix, le roi venait prendre le soleil et deviser avec ses sujets sous les remparts de la ville. À Marseille, il en faisait autant devant le vieux palais comtal situé sur le quai de Vieux-Port. Ces endroits sont restés dans le souvenir populaire comme la « cheminée du Roi René ». Et en Provence l'expression se chauffer à la « cheminée du Roi René » a longtemps signifié se chauffer au soleil.

## Genèse
La suite est adaptée de la musique écrite par le compositeur en 1939 pour le film Cavalcade d'amour de Raymond Bernard. Le scénario de Jean Anouilh et Jean Aurenche a pour cadre la cour du roi René d'Anjou au XVe siècle et conte trois histoires d'amour mises en musique par les compositeurs Milhaud, Honegger et Désormière.
Le château et la cour du roi René d'Anjou, comte de Provence, étaient situés à Aix-en-Provence, ville dont est originaire Darius Milhaud qui fut toujours fasciné par l'histoire du roi, son code de chevalerie et les joutes légendaires qui se déroulaient à la cour. Le compositeur étudia quelques manuscrits musicaux d'époque mais l'écriture de La Cheminée du roi René fut peu influencée par ce travail et l'œuvre reste caractéristique de la musique de Milhaud.

## Structure
Pour Jean Roy, l'œuvre est « un des moments les plus exquis de la musique de chambre de Darius Milhaud ». La partition, écrite pour flûte, hautbois, clarinette, cor et basson, est constituée de sept mouvements qui privilégient « au pittoresque de la musique descriptive la liberté d'une musique pure où alternent des pages nonchalantes et d'autres plus vives », relève le musicologue.
Les mouvements de la suite portent les titres de, :
1. Cortège
2. Aubade
3. Jongleurs
4. La Maousinglade
5. Joutes sur l'Arc
6. Chasse à Valabre
7. Madrigal nocturne

La durée d'exécution des mouvements, très brefs, alternant « des pages nonchalantes et d'autres très vives », est de moins d'une minute pour le plus court et de trois minutes seulement pour le plus long, de sorte qu'à la première écoute, l'œuvre donne plutôt l'impression d'une pièce unique, d'un seul souffle, et ce d'autant plus que l'atmosphère musicale est très comparable d'un mouvement à l'autre. Au total, l'exécution de La Cheminée du roi René dure environ treize minutes. 
La Maousinglade, et sa discrète sarabande sur un rythme de hautbois, est particulièrement entêtante. Dans Joutes sur l'Arc se font entendre quelques ornementations de style Renaissance alors que dans Chasse à Valabre est évoqué le cor de chasse. Le Madrigal final, calme et reposé, très néo-classique, conclut cette suite sur une touche mélancolique.
La Cheminée du roi René est l'une des œuvres de Darius Milhaud les plus connues du public et compte parmi les pièces de musique de chambre les plus populaires du XXe siècle inscrites au répertoire des formations de quintette à vent,. 
La suite est donnée en première audition à Mills College, le 5 mars 1941, par le S. Wind Quintet,. 
La partition est publiée par Albert J. Andraud (Southern Music). Dans le catalogue des œuvres de Darius Milhaud, La Cheminée du roi René porte le numéro d'opus 205.